# 리처드 고든

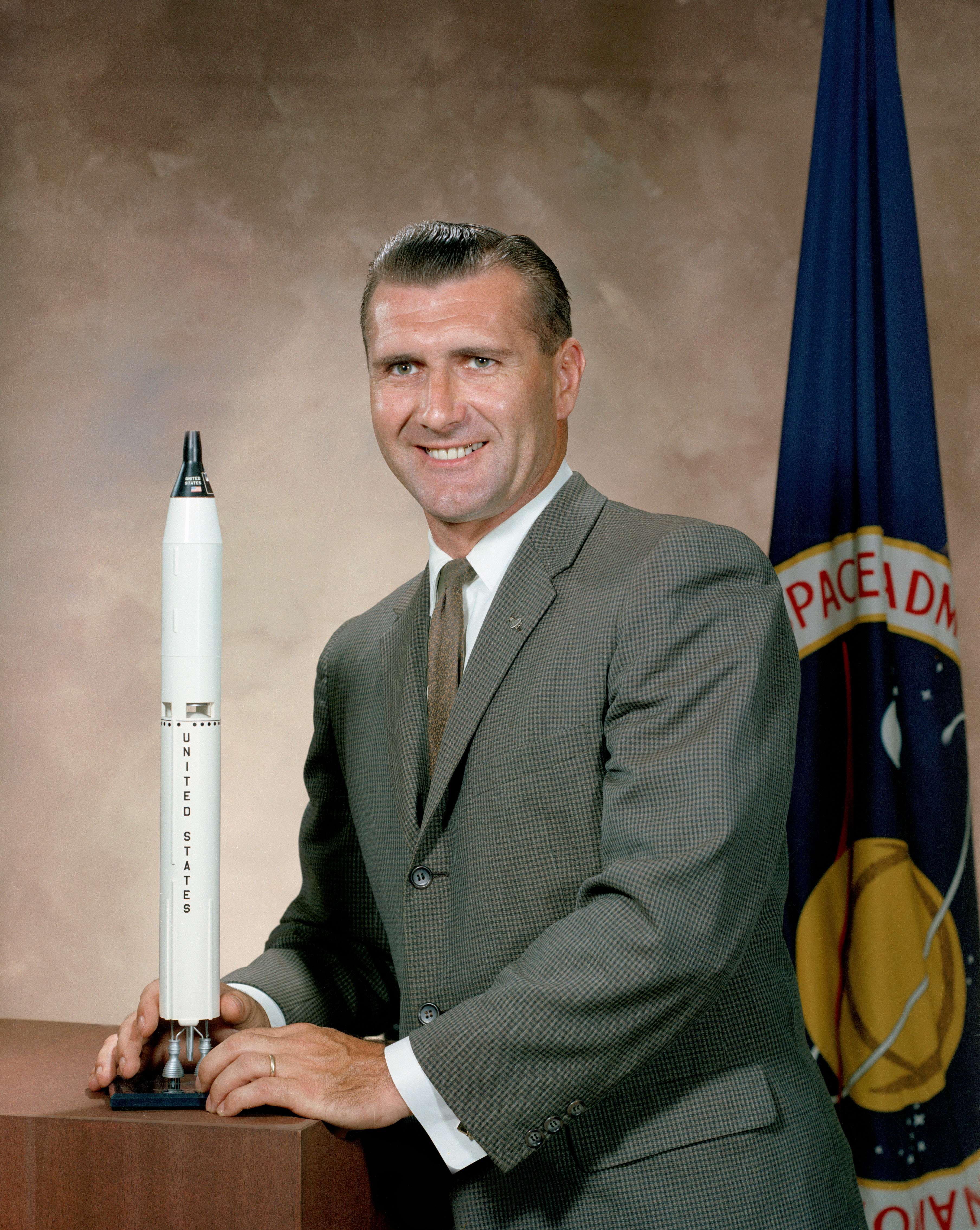
리처드 고든

리처드 프랜시스 "딕" 고든 주니어(Richard Francis "Dick" Gordon Jr, 1929년 10월 5일~2017년 11월 6일)는 미국의 비행사이자 나사 우주인이다. 워싱턴주 시애틀에서 태어났고 1966년 제미니 11호에, 1969년 아폴로 12호에 탑승했다.
2017년 11월 6일 캘리포니아 샌디에이고군 샌마코스에서 사망했다.